# مایلز هایزر
مایلز دامینیک هایزر (انگلیسی: Miles Heizer؛ زادهٔ ۱۶ مهٔ ۱۹۹۴) هنرپیشه اهل ایالات متحده است. او به خاطر ایفای نقش الکس استندال در سریال ۱۳ دلیل برای اینکه از نتفلیکس و سریال پرنتهود از شبکه ان بی سی به شهرت رسید. او همچنین در فیلم های آزمایش زندان استنفورد و با عشق، سایمون بازی کرده است.

## اوایل زندگی
هایزر در گرینویل از ایالت کنتاکی به دنیا آمد. مادرش پرستار است و یک خواهر بزرگتر با نام ماریا دارد. در کودکی، هایزر به عنوان یکی از اعضای گروه  تئاتر کنتاکی اجرا می کرد. بعد از مدتی خانواده اش برای پیشرفت و حمایت کامل از حرفه بازیگری او به لس آنجلس نقل مکان کردند در حالی که او فقط ده سال سن داشت.

## زندگی شخصی
او در نوزده سالگی، آشکارا اعلام کرد که عضوی از جامعه ال‌جی‌بی‌تی است. در سال ۲۰۲۱، او عکسی با دو سگش، در روز افتخار به همجنسگرایی در فستیوال کوچ اینکورپوریتد منتشر کرد.

## فیلم‌شناسی
| سال  | عنوان                          | نقش                     | یادداشت    |
| ---- | ------------------------------ | ----------------------- | ---------- |
| ۲۰۰۶ | پارامدریک                      | جوان جیمز               | فیلم کوتاه |
| ۲۰۰۷ | ریل‌ها و پیوندها                | دیوی دانر               |            |
| ۲۰۰۸ | لون                            | کارسون لیند             | فیلم کوتاه |
| ۲۰۱۲ | بازو                           | شانس                    | فیلم کوتاه |
| ۲۰۱۳ | روادردس                        | جاش                     |            |
| ۲۰۱۴ | بدون سکان                      |                         |            |
| ۲۰۱۵ | آزمایشگاه زندان استنفورد       | مارشال لوت              |            |
| ۲۰۱۵ | خاطره                          | سیمون                   |            |
| ۲۰۱۵ | تندر قرمز                      | دنی                     | فیلم کوتاه |
| ۲۰۱۶ | نرو                            | تامی                    |            |
| ۲۰۱۷ | رومن جی. ایزریل، وکیل دادگستری | کایل اوونز (نوجوان # ۱) |            |
| ۲۰۱۸ | با عشق، سایمون                 | کال                     |            |

### تلویزیون
| سال       | عنوان              | نقش             | یادداشت                                        |
| --------- | ------------------ | --------------- | ---------------------------------------------- |
| ۲۰۰۵      | سی‌اس‌آی: میامی      | جوی اورتون      | قسمت: «هیچ چیز برای از دست دادن»               |
| ۲۰۰۶      | نجواگر روح         | جیک موریسون     | قسمت «زندگی غرق‌شده»                            |
| ۲۰۰۷      | کوسه               | جکی باکرر       | قسمت «هم‌تخت‌های عجیب»                           |
| ۲۰۰۷      | استخوان‌ها          | جوی             | قسمت: «مرگ در زین»                             |
| ۲۰۰۷      | تمرین خصوصی        | مایکل           | قسمت: «که در آن آدیسون بسیار گاه به گاه با هم» |
| ۲۰۰۷      | بخش فوریت‌های پزشکی | جاشوا لیپنیککی  | ۴ قسمت                                         |
| ۲۰۰۹      | مورد سرد           | کیت واتس        | قسمت: «قانونی»                                 |
| ۲۰۱۰–۲۰۱۵ | پدر و مادر         | درو هولت        | نقش اصلی                                       |
| ۲۰۲۰–۲۰۱۷ | ۱۳ دلیل برای اینکه | الکس استندال    | نقش اصلی                                       |
| ۲۰۱۸      | درگ ریس رواپل      | خود، قاضی مهمان | فصل ۱۰، قسمت ۱۰                                |
| ۲۰۱۸      | فراتر از دلیل      | خودت            | فصل ۱–۲                                        |

## جوایز و نامزدها
| سال  | جایزه                            | دسته‌بندی                    | کار نامزد شده | نتیجه     |
| ---- | -------------------------------- | --------------------------- | ------------- | --------- |
| ۲۰۰۸ | بیست و نهمین جوایز هنرمندان جوان | بهترین بازیگر نقش اصلی جوان | ریل‌ها و روابط | نامزد شده |